# San Luis Talpa
San Luis Talpa é um município localizado no departamento de La Paz, em El Salvador.